# Massimo Polidoro
Massimo Polidoro (ur. 10 marca 1969) – włoski psycholog, pisarz, dziennikarz, sceptyk naukowy, prezenter telewizyjny, współzałożyciel i dyrektor generalny Włoskiego Komitetu Badań nad Pseudonauką (CICAP).

## Młodość i kariera
W dzieciństwie w latach 70. XX wieku Polidoro był zafascynowany magią i parapsychologią. W młodości dowiedział się o pracy Jamesa Randiego i CSICOP poprzez serial telewizyjny i książkę Piera Angeli, który badał parapsychologię z krytycznego, sceptycznego punktu widzenia. Polidoro przestudiował publikacje Randiego. Randi, tak jak Harry Houdini, był magikiem i badaczem tajemnic, który stosował naukowe podejście w swoich dochodzeniach
Polidoro korespondował z Randim i Angelą i zaplanowali stworzenie organizacji sceptyków we Włoszech bazującej na pracy amerykańskiego CSICOP-u. Został zaproszony na spotkanie z Angelą i Randim i potem ponownie na spotkanie w Rzymie jako gość Angeli w 1988 roku.
Po wspólnym spędzeniu trzech dni w Rzymie z Polidoro, zarówno Angela jak i Randi zgodzili się, że Polidoro miał talent i pasję by stać się uczniem Randiego. Podczas kolacji w domu Angeli spytali Polidoro, czy byłby tym zainteresowany, a on chętnie się zgodził. Polidoro następnie wyjechał do Stanów Zjednoczonych i stał się jedynym uczniem Randiego w sztuce badań paranormalnych i testów parapsychologicznych.
Po kilku latach, w czasie których pomagał Randiemu w jego śledztwach, badaniach, pracach i wykładach, Polidoro powrócił do Włoch w 1990, gdzie założył CICAP. Studiował psychologię i ukończył studia na Uniwersytecie Padewskim. Jego praca magisterska dotyczyła psychologii zeznań naocznych świadków niezwykłych zdarzeń

## CICAP i CSI

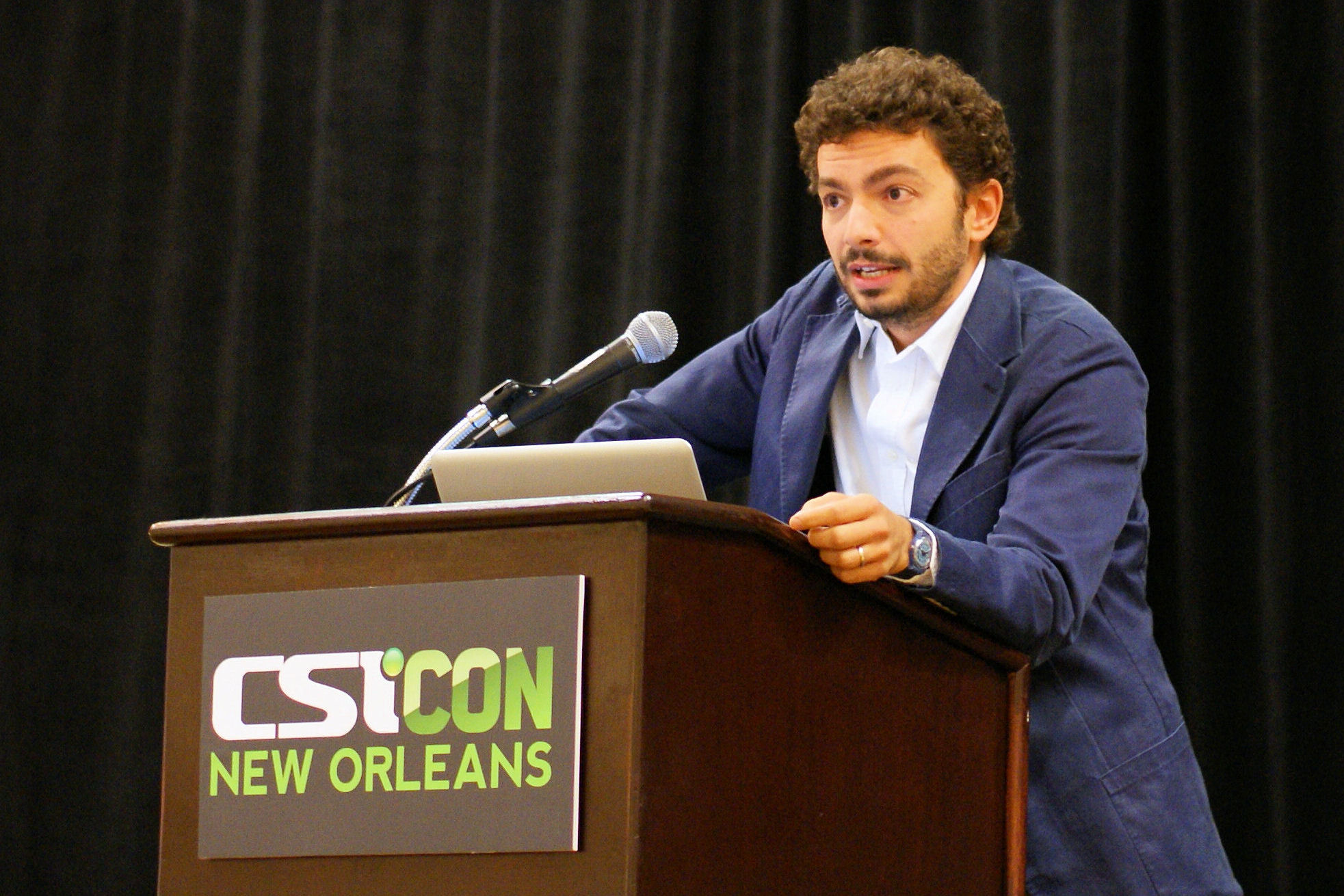
Massimo Polidoro bierze udział w panelu „śledczym” na CSICon 2011 w Nowym Orleanie

Polidoro jest dyrektorem wykonawczym CICAP-u i redaktorem czasopisma tej organizacji Scienza & Paranormale od debiutu w 1993 do 2006. W 1996 został europejskim reprezentantem organizacji JREF. W 2001 został członkiem European Council of Skeptical Organisations (ECSO) i był nominowany jako członek badawczy organizacji CSICOP. Jego kolumna Notes on a Strange World (Zapiski o dziwnym świecie) zastąpiła kolumnę Martina Gardnera w magazynie Skeptical Inquirer.
Polidoro kontynuuje śledztwa i badania rzekomych jasnowidzów, astrologów, radiestetów, medium, proroków, uzdrowicieli, telepatów itd. Niektóre z tych badań są wymienione dokładniej w książkach Polidora, m.in. Final Séance i Secrets of the Psychics.
W 2004 zamiłowanie Polidora do magii spowodowało, że założył czasopismo Magia, poświęcone badaniu historii, nauki i psychologii czarów
W roku 2005 został pierwszym Włochem nauczającym na kursie Metoda naukowa, pseudonaka i psychologia anomaliów na Università degli Studi di Milano-Bicocca w Mediolanie.

## Programy telewizyjne
Polidoro jest gospodarzem, gościem specjalnym, autorem lub konsultantem wielu programów telewizyjnych, zarówno we Włoszech, jak i za granicą. Jego najnowszy międzynarodowy serial Legend Detectives, poświęcony badaniu słynnych europejskich legend, takich jak Drakula, Robin Hood, Flecista z Hameln, Rennes-Le-Château, krew Świętego Januarego i człowiek w żelaznej masce był nadawany na kanale Discovery.
W 2006 roku rozpoczął podcast we Włoszech I Misteri di Massimo Polidoro (Tajemnice Massima Polidora) o badaniach nad tajemnicami zarówno przez samego siebie jak też przez innych współpracowników podcastu. Podcast był emitowany jako audycja radiowa przez 3 lata w szwajcarskiej włoskojęzycznej stacji radiowej. Podcast został zawieszony.
W 2014 roku Polidoro rozpoczął nowy podcast po włosku pt. L'esploratore dell'insolito (Odkrywca niezwykłego), który zajmuje się dziwnymi i nietypowymi historycznymi zagadkami, niewyjaśnionymi zbrodniami, metodami rozwiązywania i badania tajemnic.

## Pisarstwo

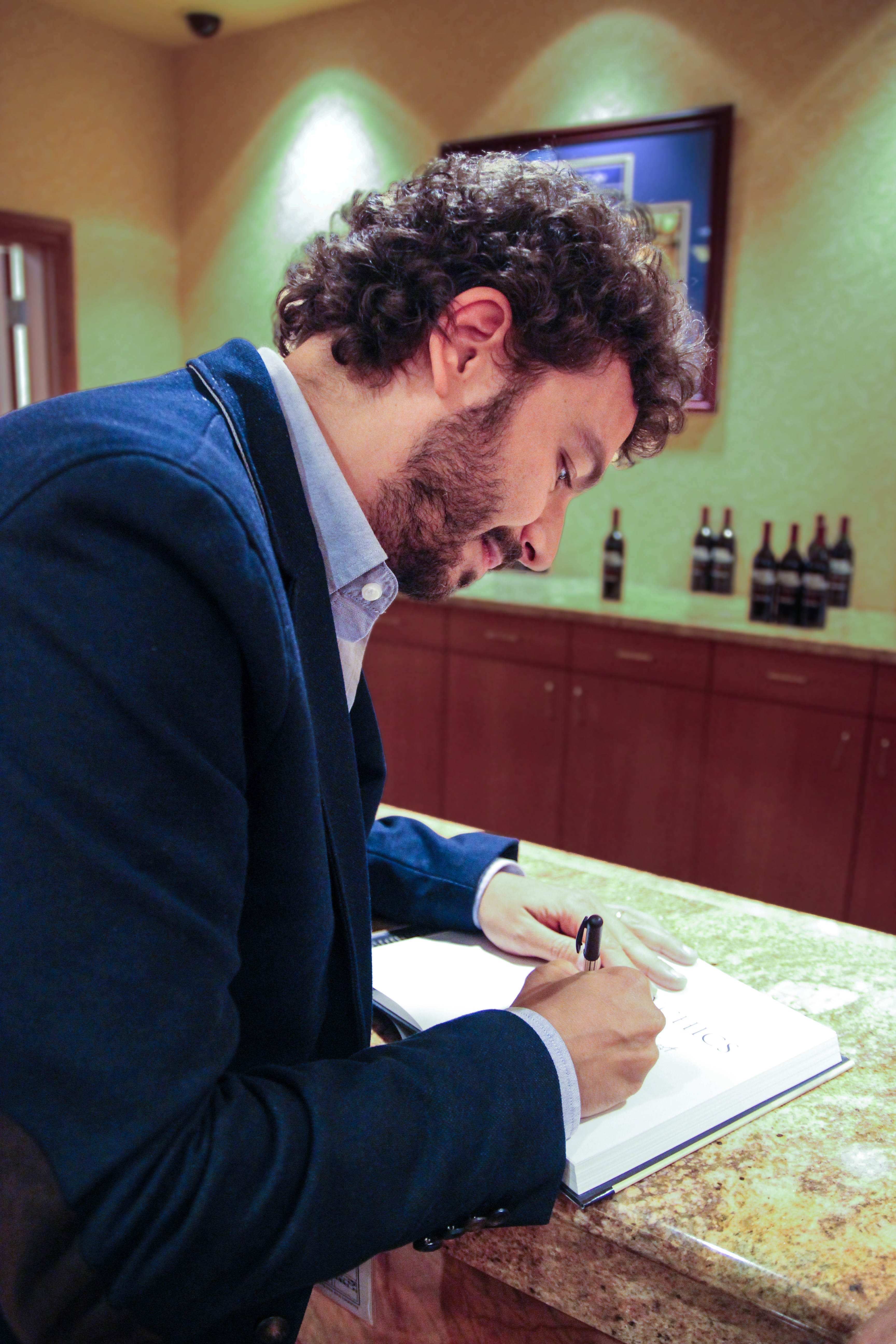
Polidoro podpisuje książkę na TAM 2013

Jako dziennikarz, Polidoro jest współpracownikiem włoskiego miesięcznika Focus. Jest też autorem ponad 40 książek po włosku (niektóre z nich zostały przetłumaczone), obejmujących wiele zagadnień związanych z tajemnicami, zjawiskami paranormalnymi i zagadkami historycznymi. Tematyka jest różnoraka, m.in. krytyczna historia spirytyzmu, po słownik parapsychologii, wrak Titanica, biografia Houdiniego, słynne nierozwiązane zbrodnie z przeszłości i legendy związane ze śmiercią sławnych ludzi. W 2006 roku opublikował swoją pierwszą powieść pt. Il profeta del Reich (Prorok Rzeszy), thriller swobodnie zainspirowany życiem magika Erika Jana Hanussena.
Latem 2007 roku włoska gazeta La Repubblica, jeden z największych dzienników we Włoszech, przedrukowała sześć książek Polidora w serii sprzedawanej w kioskach razem z wieloma wydaniami lokalnymi gazety.
Książka Final Séance (Ostatni seans) (2001) poświęcona jest nietypowej znajomości Houdiniego z sir Arthurem Conan Doyle’em – od początkowej przyjaźni, po kłótnie wynikające z przeciwnych opinii o spirytualizmie.
Tajemnice medium (2003) to zbiór badań zjawisk paranormalnych, w tym medium, poltergeistów, cudów i innych dziwnych zjawisk.
Obie książki zostały przetłumaczone na kilka języków.
W 2015 roku została wydana książka Massimo Polidoro z gatunku kryminał, thiller, sensacja pt. "Il passato è una bestia feroce" przez wydawnictwo Edizioni Piemme.

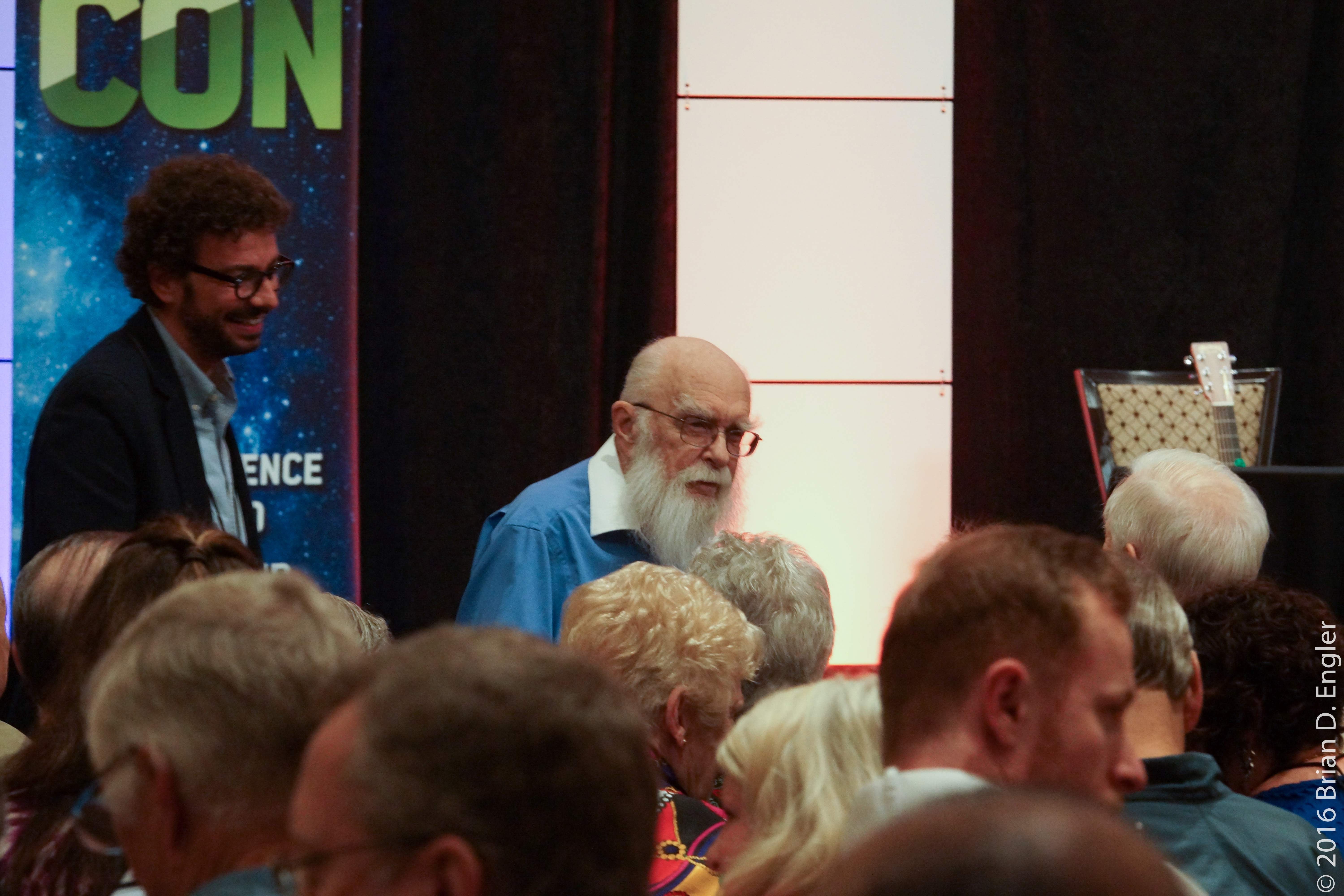
James Randi i Massimo Polidoro na CSICon 2016

## Inspiracje
Doświadczenia Polidora w badaniu tajemnic, legend i innych zjawisk paranormalnych były inspiracją do stworzenia głównej postaci w powieści Giacoma Gardiumiego L’eredità di Bric (Dziedzictwo Brica). Polidoro był także inspiracją postaci Marka Pollarda w komiksie Wielki Houdini stworzonym przez Alfredo Castelliego.